# Auguste Le Sourd
Pour les articles homonymes, voir Le Sourd (homonymie).

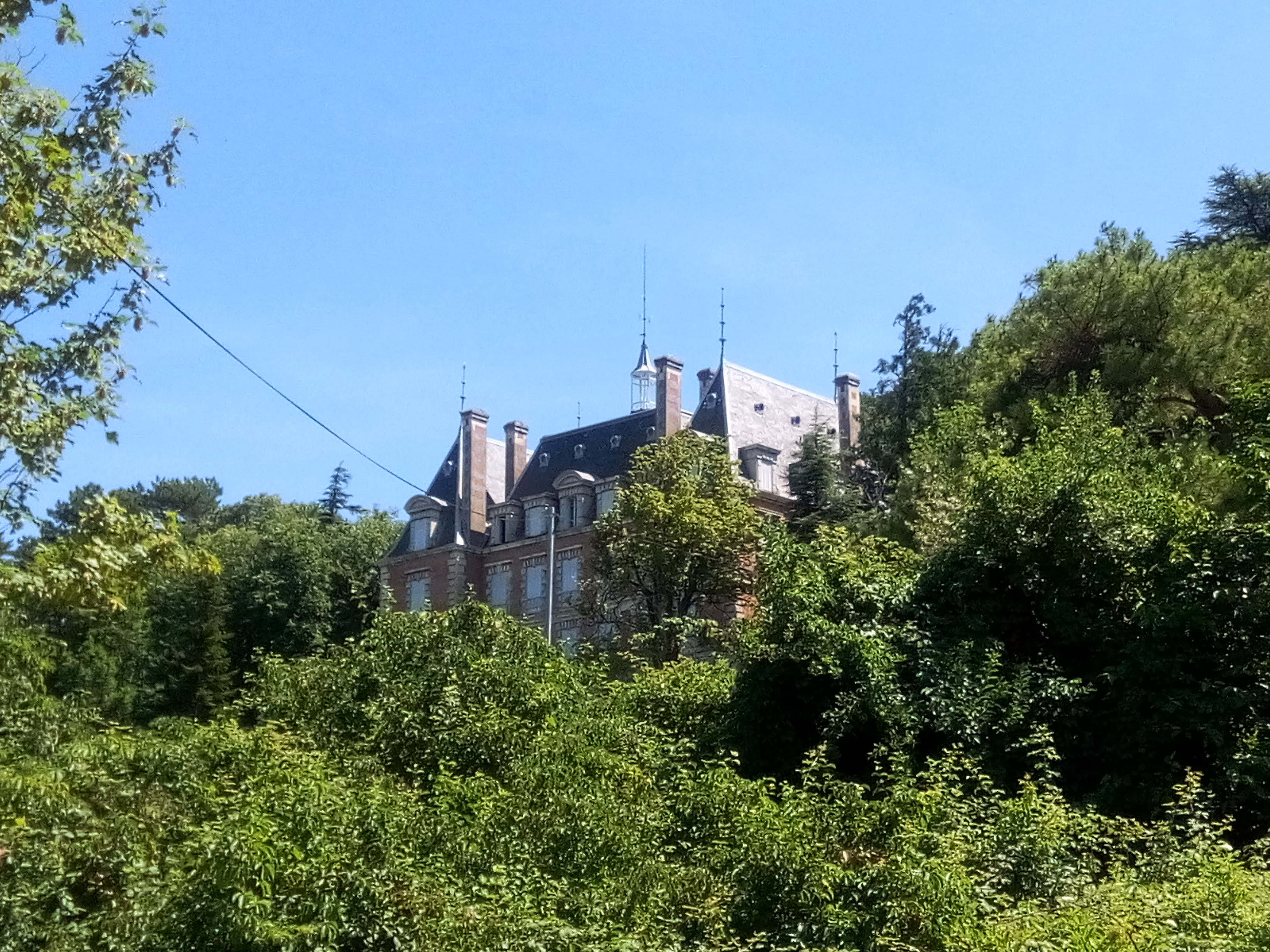
Le château de Saint-Maurice construit par Le Sourd dans un écart de la commune de Baix — où il réside et où se trouve sa bibliothèque.

Auguste Le Sourd est un historien et archiviste français, spécialiste de l'histoire du Vivarais, né le 4 août 1875 à Vals-les-Bains et mort le 7 février 1934 à Baix.

## Biographie
Élevé à Paris par un père docteur qui fait carrière dans la presse médicale et une mère originaire de l'Ardèche, Auguste Le Sourd fait ses études au lycée Henri-IV et intègre l'École des chartes en 1895, dans la même promotion (1899) que Charles de Lasteyrie.
Il dédie sa thèse aux états du Vivarais et consacre sa vie entière à l'étude de l'histoire de cette province. Très sévère envers lui-même et désireux de donner une étude quasi-définitive, il se refuse toutefois à la donner au public : ce n'est qu'en 1926, sur la pression de ses amis, qu'il se décide à publier un livre sur le sujet - qui reçoit un prix de l'Institut.
Il publie régulièrement dans la revue savante locale, la Revue du Vivarais, qui connaît des difficultés financières en 1911. Auguste Le Sourd s'en rend alors acquéreur, tout en maintenant à leur place ses principaux animateurs, Auguste Benoît d'Entrevaux puis l'abbé Roche, également archiviste diocésain. Installé au château de Saint-Maurice, à Baix dans la partie ardéchoise de la vallée du Rhône, il y possède une immense bibliothèque historique, en particulier sur l'histoire du Vivarais, qu'il met libéralement à disposition des érudits et de ses amis.
Auguste Le Sourd est l'auteur d'une œuvre historique très importante portant sur le Vivarais : sa bibliographie complète occupe seize pages de la Revue du Vivarais.

## Publications
- Les États du Vivarais, de leurs origines à la fin du XVIe siècle (position de thèse), imprimerie de L. Marceau E. Bertrand, Chalon-sur-Saône, 1899 (lire en ligne)
- Essai sur les États du Vivarais depuis leurs origines, 1926.